# Назмі Гріпші
Назмі Гріпші (алб. Nazmi Gripshi, нар. 5 липня 1997, Дуррес) — албанський футболіст, півзахисник казахстанського клубу «Астана». Виступав також за низку албанських і закордонних клубів. Чемпіон Албанії. Триразовий чемпіон Косова. Володар Кубка Албанії та Суперкубка Албанії. Володар Кубка Косова та Суперкубка Косова.

## Клубна кар'єра
Назмі Гріпші народився 1997 року в місті Дуррес, та є вихованцем футбольної школи місцевого клубу «Теута». У 2015 році Гріпші розпочав грати в основній команді клубу, в якій виступав до 2017 року, взявши участь у 35 матчах чемпіонату.
У 2017 році футболіст перейшов до складу клубу «Скендербеу», в якому грав до 2017 року. У складі команди півзахисник став чемпіоном Албанії, володарем Кубка Албанії та Суперкубка Албанії.
У 2020 році Гріпші перейшов до складу косовського клубу «Балкані» (Теранде), у складі якого грав до 2024 року. У складі косовського клубу футболіст став триразовим чемпіоном Косова, володарем Кубка Косова та Суперкубка Косова. З 2024 року албанський півзахисник грає в казахському клубі «Астана».

## Виступи за збірні
У 2015 році Назмі Гріпші дебютував у складі юнацької збірної Албанії, загалом на юнацькому рівні взяв участь у 3 іграх.
У 2017 році Гріпші зіграв 1 матч у складі молодіжної збірної Албанії.

## Титули і досягнення

### Командні
- Чемпіон Албанії (1):

«Скендербеу»: 2017–2018
- Чемпіон Косова (3):

«Балкані» (Теранде): 2021–2022, 2022–2023, 2023–2024
- Володар Кубка Албанії (1):

«Скендербеу»: 2017–2018
- Володар Кубка Косова (1):

«Балкані» (Теранде): 2023–2024
- Володар Суперкубка Албанії (1):

«Скендербеу»: 2018
- Володар Суперкубка Косова (1):

«Балкані» (Теранде): 2023

### Особисті
- Кращий бомбардир Кубка Косова: 2023–2024 (6 голів)